# Круговой дихроизм
Круговой дихроизм (циркулярный дихроизм) — один из эффектов оптической анизотропии, проявляющийся в различии коэффициентов поглощения света, поляризованного по правому и левому кругу. Левовращающий и правовращающий поляризованный свет представляют два возможных угловых спиновых момента света (эффект Садовского) состояний фотона, таким образом, круговой дихроизм также относится к спиновому дихроизму. Этот феномен был открыт Жан-Батистом Био, Огюстеном Жаном Френелем и Эме Коттоном в первой половине XIX века. Он проявляется в полосах поглощения оптически активных хиральных молекул. КД-спектроскопия широко применяется во многих различных областях. В частности, ультрафиолетовый круговой дихроизм используется для установления вторичной структуры белков. Круговой дихроизм в диапазоне УФ или видимого спектра используется для изучения переходов с переносом заряда, а в ближней инфракрасной области — для установления геометрии и электронной структуры молекулы путем зондирования переходов d→d металлов. Вибрационный круговой дихроизм (англ.) на основе ИК-спектра используется для изучения структуры небольших органических молекул, а также, в последнее время, белков и ДНК.